# Opel Kadett (1936)
L'Opel Kadett était une voiture de la catégorie automobile compacte d'Adam Opel AG avec un moteur quatre cylindres en ligne de 1,1 litre refroidi par eau et une propulsion arrière. Elle fut fabriquée à l'usine de Rüsselsheim am Main à partir de l'automne 1936 - d'abord avec sa prédécesseur, l'Opel P4 - et fut un grand succès pour Opel : en 1938, elle détenait une part de marché de 59 pour cent dans sa catégorie - en 1940, 107 608 véhicules, toutes versions confondues, ont été vendues.
La production du premier modèle de la série Opel Kadett  a pris fin en mai 1940 en raison de la guerre. Ce n'est qu'en juin 1962 qu'un autre véhicule Opel du même nom, la Kadett A, est apparu.

## Historique
Après la présentation de l'Olympia en février 1935 et de l'Opel P4 en septembre 1935, le conseiller technique de la direction commerciale d'Opel Heinrich Nordhoff (directeur général de l'usine Volkswagen à partir de 1948) présente la Kadett au public en décembre 1936.
Après l'Olympia, la Kadett était le deuxième modèle d'Opel à disposer d'une carrosserie autoportante deux ou quatre portes. La technologie a été adoptée légèrement différemment : le moteur quatre cylindres à soupape latérale provenait de la P4, tandis qu'une version simplifiée du genou à ressort Dubonnet de l'Olympia était adaptée pour la suspension indépendante des roues avant; Il y avait aussi un essieu rigide sur ressorts à lames à l'arrière. (Opel a annoncé une «suspension synchrone», ce qui signifie que les deux essieux étaient suspendus avec la même fréquence propre). Dotées de frein à tambour à commande hydraulique, de flèches de direction (clignotant) standard et entièrement instrumentés, la berline deux portes et la décapotable était proposée au même prix de 2 100 Reichsmark. À partir de janvier 1938, un modèle quatre portes au prix de 2 350 Reichsmark était également dans la gamme de vente.
À partir de 1938, il existait également une berline «normale» deux portes pour 1 795 Reichsmark appelée KJ 38, sans fenêtres d'aération, sans enjoliveurs, sans pare-chocs et sans garnitures chromées, qui était équipée à l'avant de l'essieu rigide sur ressorts à lames plus simple de l'Opel P4. La voiture a été introduite sur le marché en réponse à la prochaine «KdF-Wagen» (Coccinelle), qui n'a pas été bien accueilli par les dirigeants nazis.
Sur la base de la KJ 38, le prototype d'une Kadett cabriolet biplace appelée Kadett Strolch a été réalisé. Bien qu'il ne reste que des photos, des passionnés de voitures ont reconstruit une voiture fidèle à l'original en 2009 et l'ont exposée lors d'événements de voitures classiques,.
Après la guerre, la production de la Kadett n'a pas pu reprendre, contrairement à celle de l'Opel Olympia, légèrement plus grande, car les installations de production de Rüsselsheim et de Berlin (outils pour la production de carrosseries chez Ambi-Budd) ont été transférées à l'usine de Moskowski Sawod Malolitraschnych Awtomobilej (MZMA) à Moscou, qui a continué à construire la Kadett sous une forme à peine modifiée de 1946 à 1956 sous le nom de Moskvitch 400. Pendant la guerre, Opel a modifié les installations de production des berlines normales pour ne produire que des voitures quatre portes, c'est pourquoi la Moskvitch 400 n'a jamais été construite en tant que voiture de tourisme deux portes.

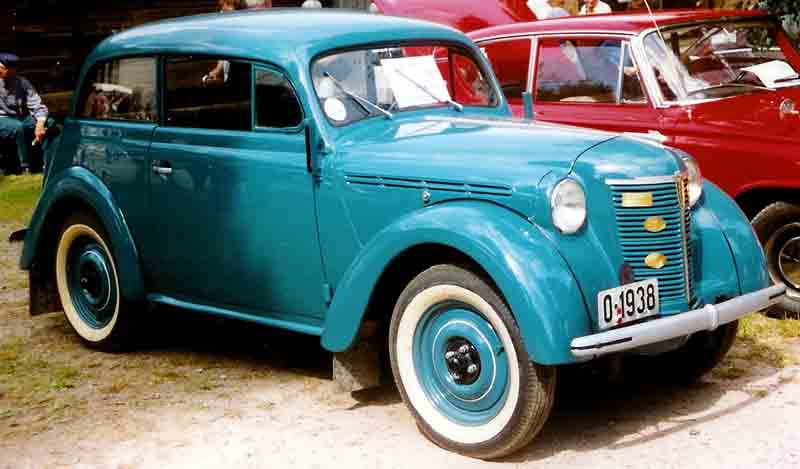
Opel Kadett (1937–1940)
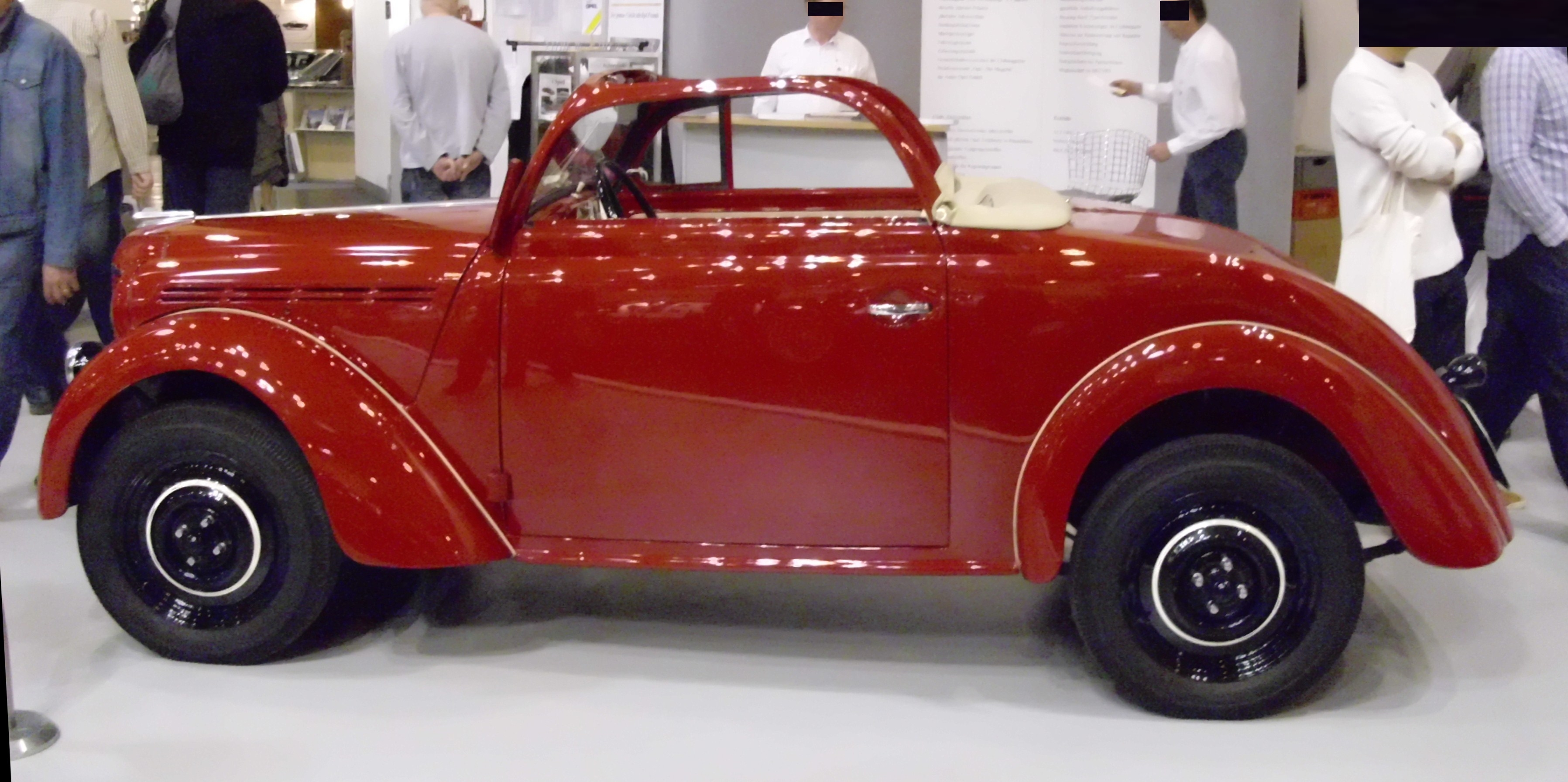
Opel Kadett Strolch (1938)
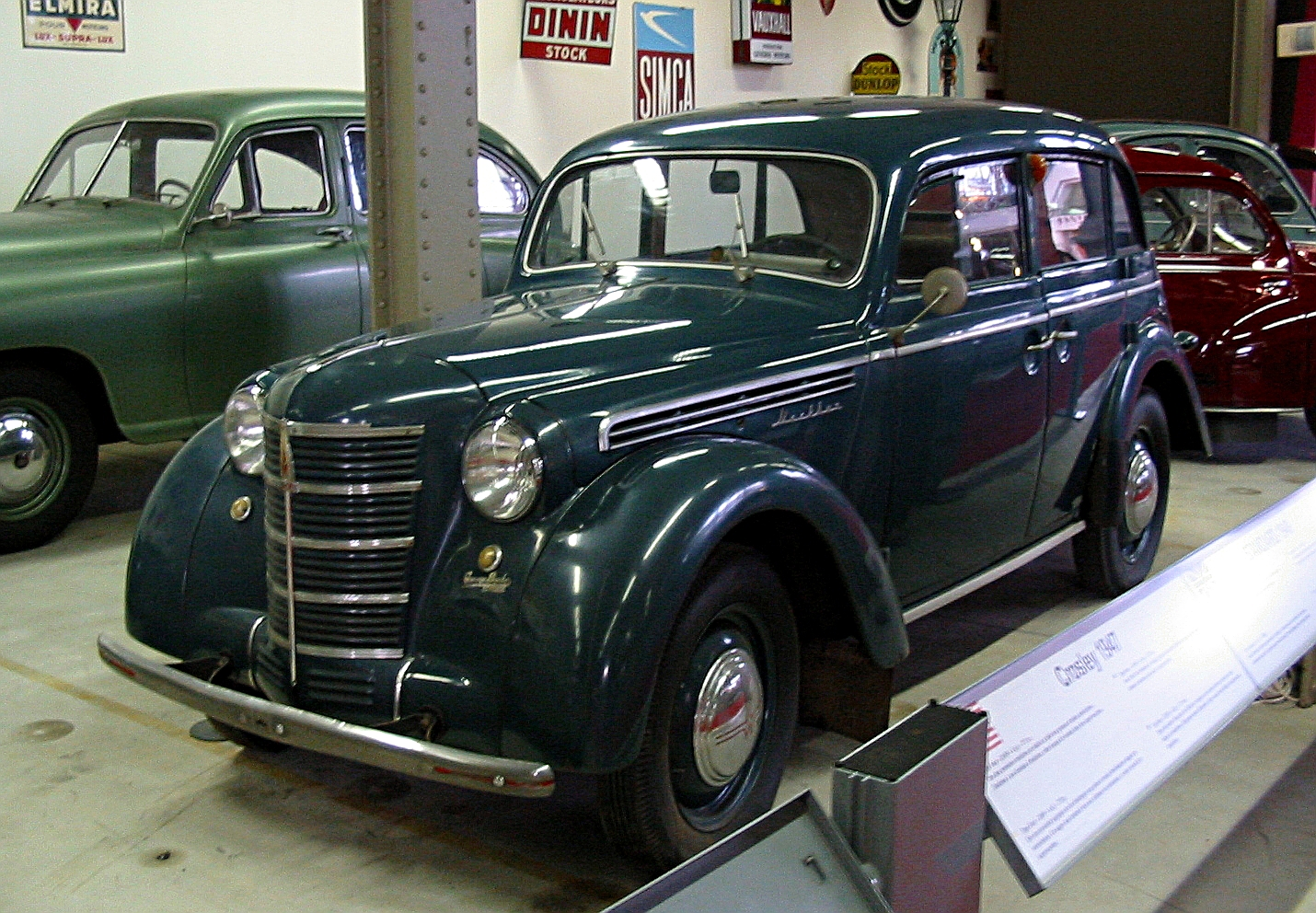
Moskvitch 400 (1946–1956); une similitude externe est évidente